# Ядвига Джубинска
Ядвѝга Джубѝнска (на полски: Jadwiga Dziubińska) е полски политик, преподавателка и деец на народното движение, депутатка в Законодателния сейм (1919 – 1922), основателка на редица земеделски училища.